# Kim Kwang-suk
Kim Kwang-suk (janeiro de 1964 - 14 de janeiro de 2018) foi uma cantora norte-coreana do Pochonbo Electronic Ensemble .
Diz-se que ela inspirou a criação da banda Moranbong .

## Biografia
Em 1983, Kim visitou o Japão como parte do Grupo de Artes Juvenis de Estudantes de Pyongyang (평양학생소년예술단). Ela se tornou membro do Pochonbo Electronic Ensemble em 1986. Ela recebeu o título de "Atriz Meritória" aos 20 anos em 1988 e, posteriormente, o título de "Atriz do Povo" em 1992, sendo esse último o mais alto título concedido a artistas na Coreia Popular. Antes de morrer, ela trabalhou como instrutora vocal no "Palácio dos Jovens Estudantes de Pyongyang" (평양학생소년궁전), também conhecido como Palácio dos Estudantes e das Crianças de Pyongyang). Seu marido era Jon Kwon, que era pianista do Pochonbo Electronic Ensemble. Segundo o TheKorea Times, entre suas canções mais reconhecíveis estão: "What Is Life?", "White Dove", "Fruit Trees Planted on Hills", "The Dear Name Kim Jong-il", "My Dear Is a Hero Now" e "Where Are You, Dear General?". A artista também era conhecida por suas regravações de "Million Alyh Roz", uma canção folclórica russa, e "L'Amour Est Bleu", uma canção francesa clássica.
Em janeiro de 2018, Kwang-suk faleceu, vítima de um ataque cardíaco, aos 54 anos. O Chefe de Estado, Kim Jong Un, expressou pessoalmente as suas condolências no seu funeral.